# MusicRadar
MusicRadar — музыкальный веб-сайт, содержащий интервью, новости и обзоры продуктов музыкальной индустрии, а также онлайн-уроки музыки. 
MusicRadar принадлежит британской медиа-компании Future plc, владеющей такими ежемесячными музыкальными изданиями, как Total Guitar, Guitarist, Rhythm и Computer Music. Главный редактор сайта — Уилл Гроувс. Позднее к команде сайта присоединились Джо Боссо и автор британского музыкального журнала Record Collector Терри Стонтон. 
MusicRadar является одним из изданий Future, наряду с Louder, и идентифицирует себя как «Сайт № 1 для музыкантов». Сайт был запущен в декабре 2007 года и первоначально содержал информацию для любителей и профессиональных музыкантов. К 2010 году ежемесячная аудитория сайта составляла более пятисот тысяч уникальных посетителей. В 2012 году произошла полная смена дизайна сайта, он был переориентирован на международный рынок. В 2015 году была запущена версия сайта с адаптивным дизайном.
MusicRadar является учредителем одноимённой награды, которая вручается ежегодно на крупнейшей мировой выставке музыкальных инструментов NAMM Show. В 2020 году награду получили более десяти производителей музыкальных инструментов и оборудования, включая PRS Guitars, Warwick, Orange Music Electronic Company, C. F. Martin & Company и другие.